# Anabolia bimaculata
Anabolia bimaculata là một loài Trichoptera trong họ Limnephilidae. Chúng phân bố ở miền Tân bắc.